# فهرست میراث جهانی در بلغارستان
میراث جهانی در بلغارستان تا تاریخ ۲۰۲۵ شامل دَه اثر ثبت شده در کشور جمهوری بلغارستان است که توسط میراث جهانی ثبت شده است.
سایت‌های سازمان میراث جهانی آموزشی، علمی و فرهنگی سازمان ملل متحد، یونسکو، مکان‌هایی هستند که دارای اهمیت فرهنگی یا طبیعی هستند، همان‌طور که در پیمان‌نامه میراث جهانی، که در سال ۱۹۷۲ تأسیس شده، شرح داده شده است. بلغارستان این پیمان‌نامه را در ۷ مارس ۱۹۷۴ پذیرفت و از آن هنگام، مکان‌های طبیعی و فرهنگی بلغارستان واجد شرایط برای گنجانده شدن در فهرست میراث جهانی هستند.
نخستین آثار بلغارستان در سال ۱۹۷۹ ثبت شدند، که شامل کلیسای بویانا، سوارکار مادارا، کلیساهای سنگ‌تراش ایوانووو، و گورستان تراکیایی کازانلاک می‌شدند. چهار میراث دیگر در سال ۱۹۸۳, یکی در سال ۱۹۸۵ و جدیدترین آن‌ها در سال ۲۰۱۷ به فهرست افزون شدند. در این میان، هفت مورد از این سایت‌ها فرهنگی و سه مورد طبیعی هستند. یک سایت فراملی وجود دارد که جنگل‌های کهنسال راش کارپات و مناطق دیگر اروپا است و با هفده کشور اروپایی دیگر مشترک است. علاوه بر این‌ها، بلغارستان شانزده میراث آزمایشی نیز معرفی کرده است.

## میراث جهانی
یونسکو سایت‌ها را با ده معیار فهرست می‌کند. هر ورودی باید حداقل یکی از معیارها را داشته باشد.
| #  | نگاره | نام                       | موقعیت              | سال ثبت | ش ثبتمعیارها       | شرح | منبع        |
| ۱  |       | کلیسای بویانا             | صوفیه               | ۱۹۷۹    | ۴۲(ii)(iii)        | کلیسای بویانا، یک کلیسای ارتدکس بلغارستان است که در حومه صوفیه واقع شده و از گروهی از سه ساختمان تشکیل شده است. قسمت اول در قرن دهم میلادی ساخته شده است، دومی در سده سیزدهم و سومی در اوایل قرن نوزدهم بنا شده‌اند. نقاشی‌های دیواری از تمامی دوره‌ها به صورت کامل یا در قطعات حفظ شده و در قرن بیست و یکم با دقت ترمیم شده‌اند. نقاشی‌های دیواری از اواسط قرن ۱۳ که توسط کالویان سباستوکراتور ترسیم شده‌اند، دارای بالاترین ارزش هنری در این مجموعه در نظر گرفته می‌شوند. | [ ۴ ]       |
| ۲  |       | سوارکار مادارا            | استان شومن          | ۱۹۷۹    | ۴۳(i)(iii)         | سوارکار مادارا یک کتیبه سنگی است که شهسواری را در حال شکار شیر نشان می‌دهد و سگ و پرنده‌ای در رکاب او حاضر هستند. این کتیبه بر بلندای صخره ۱۰۰ متر (۳۳۰ فوت) و در ارتفاع ۲۳ متر (۷۵ فوت) در نزدیکی روستای مادارا حکاکی شده است. قدمت این کتیبه به آغاز قرن هشتم می‌رسد، هنگامی که مادارا یک مکان مقدس در امپراتوری نخست بلغارستان بود. در نزدیکی آن، کتیبه‌هایی به زبان یونانی میانه وجود دارد که وقایع نخستین دولت بلغارها و خان‌های بلغار را شرح می‌دهند.                | [ ۵ ] [ ۶ ] |
| ۳  |       | گورستان تراکیایی کازانلاک | استان استارا زاگورا | ۱۹۷۹    | ۴۴(i)(iii)(iv)     | این مقبره‌ای از عصر هلنیستی است که در اواخر قرن چهارم قبل از میلاد احداث شده است. این یک مقبره کندویی (تولوس) است که دارای راهرو باریک و گنبد است. نقاشی‌های موجود در مقبره، فرهنگ و مراسم خاکسپاری تراکیان را نشان می‌دهند. این مقبره بخشی از شهر مردگان بزرگتری است که در نزدیکی شهر باستانی سئوتوپولیس، پایتخت پادشاه سئوتس سوم، قرار دارد. در سال ۱۹۴۴ این مقبره دوباره کشف شد. نقاشی‌های دیواری آن به طرز چشمگیری به خوبی حفظ شده‌اند.                               | [ ۷ ]       |
| ۴  |       | کلیساهای سنگ‌تراش ایوانوو  | استان روسه          | ۱۹۷۹    | ۴۵(ii)(iii)        | در سده دوازدهم میلادی، زاهدهای منطقهٔ روزنسکی لوم شروع به کندن کوه‌ها و صخره‌ها کردند تا در نزدیکی روستای ایوانووو کلیسایی برپا کنند. نقاشی‌های دیواری از قرن چهاردهم، در زمان دومین امپراتوری بلغارستان، در این کلیسا برجای مانده‌اند که از بهترین نمونه‌های هنر دودمان پالایولوگی و بازتاب انتقال هنر امپراتوری بیزانس به بلغارها هستند. این نقاشی‌ها با استفاده از ترکیب، نمادنگاری و تلمیح به خلق آثار مذهبی پرداخته‌اند.                                                | [ ۸ ]       |
| ۵  |       | صومعه ریلا                | استان کیوستندیل     | ۱۹۸۳    | ۲۱۶(vi)            | این صومعه در قرن دهم میلادی توسط سنت یوهان ریلا تأسیس شد و تا قرن‌ها یک مرکز مهم معنوی و فرهنگی در بلغارستان بود. این بنا به ویژه به عنوان یک مرکز مسیحی در طول امپراتوری عثمانی بسیار حائز اهمیت بود. صومعه در اوایل قرن نوزدهم در آتش‌سوزی ویران شد و بین سال‌های ۱۸۳۴ و ۱۸۶۲، در زمان احیای ملی بلغارستان بازسازی شد. | [ ۹ ]       |
| ۶  |       | نسبار                     | استان بورگاس        | ۱۹۸۳    | ۲۱۷(iii)(iv)       | شهر ساحلی نسبار را تراکیان به عنوان یک سکونت‌گاه یونانی‌نشین در کنارهٔ دریای سیاه در قرن ششم پیش از میلاد استعمار کردند. بیشتر بقایای این شهر از عصر هلنیستی است، از جمله آکروپولیس و معبد آپولون. این شهر یک مرکز مهم مسیحی بیزانس در قرون وسطی بود و یک بازیلیکا و یک قلعه از این دوره باقی مانده است. در قرن نوزدهم، ساخت خانه‌های چوبی به سبک احیای ملی بلغارستان در این شهر آغاز شد.                                                                                | [ ۱۰ ]      |
| ۷  |       | ذخیره‌گاه طبیعی سریبارنا   | استان سیلیسترا      | ۱۹۸۳    | ۲۱۹(x)             | دریاچه سربیارنا و تالاب نزدیک آن، در پیرامون رودخانه دانوب زیستگاهی مهم برای پرندگان هستند. هم پرندگان ساکن و هم پرندگان مهاجر در آن آشیان دارند و ۱۷۸ گونه در این منطقه ثبت شده است؛ از جمله چندین گونه در معرض خطر یا تهدید جهانی. این دریاچه بزرگ‌ترین سکونت‌گاه پلیکان خاکستری در بلغارستان است. اصلاح جزئی مرزهای این سایت در سال ۲۰۰۸ صورت گرفت. | [ ۱۱ ]      |
| ۸  |       | پارک ملی پیرین            | استان بلاگووگراد    | ۱۹۸۳    | ۲۲۵(vii)(viii)(ix) | پارک ملی در پیرین شامل انواع مختلفی از زیستگاه‌های کوهستانی است، از جمله جنگل‌های کاج، چمنزارهای کوهستانی و کوه‌های مرتفع، با بالاترین قله در ۲٬۹۱۴ متر (۹٬۵۶۰ فوت). این پارک زیستگاه مهمی برای بسیاری از گونه‌های گیاهی و جانوری، از جمله خرس قهوه‌ای و گرگ محسوب می‌شود. مرزهای سایت در سال ۲۰۱۰ تجدیدنظر شده است. | [ ۱۲ ]      |
| ۹  |       | گورستان تراکیایی سوشداری  | استان رازگراد       | ۱۹۸۵    | ۳۵۹(i)(iii)        | این یادمان تراکیان به قرن سوم قبل از میلاد می‌رسد و در سال ۱۹۸۲ دوباره کشف شد. دکوراسیون آن بسیار خوب حفظ شده و نمونه‌ای نادر از معماری تراکیایی است. این بنا نمایانگر هنر محلی گِت‌ها با الهام از هنر عصر هلنیستی است. یکی از ویژگی‌های برجسته مقبره، وجود ۱۰ ستون زن‌پیکر است که به شکل نیمی از بدن یک زن و نیمی گیاه هستند. | [ ۱۳ ]      |
| ۱۰ |       | جنگل‌های کهنسال راش        | سایت‌های متعدد       | ۲۰۱۷    | ۱۱۳۳(ix)           | جنگل‌های راش اولیه کارپاتی برای مطالعه گسترش درخت راش اروپایی در نیمکره شمالی در محیط‌های مختلف و محیط‌های جنگلی استفاده می‌شوند. این عنوان برای اولین بار در سال ۲۰۰۷ در اسلواکی و اوکراین فهرست شد. در سال‌های ۲۰۱۱، ۲۰۱۷ و ۲۰۲۱ گسترش یافت تا جنگل‌های ۱۸ کشور را دربر گیرد. در بلغارستان، پارک ملی بالکان مرکزی جزئی از این میراث جهانی است. | [ ۱۴ ]      |

## فهرست آزمایشی
افزون بر سایت‌های موجود در فهرست میراث جهانی، کشورهای عضو می‌توانند فهرستی از سایت‌های آزمایشی را که ممکن است برای نامزدی در نظر بگیرند، در این فهرست قرار دهند. نامزدها در فهرست میراث جهانی تنها در صورتی پذیرفته می‌شوند که سایت پیش‌تر در فهرست آزمایشی قرار داشته باشد.
بلغارستان ۱۶ نامزد در این فهرست دارد.
| #  | نگاره | نام                                                            | موقعیت                                                                       | سال ثبت | ش ثبتمعیارها           | شرح | منبع   |
| ۱  |       | دو سکونت‌گاه نوسنگی                                             | استان استارا زاگورا                                                          | ۱۹۸۴    | ۴۴(iii)(iv)            | این نامزدی شامل دو سکونتگاه از دوران نوسنگی است که به هزاره ششم پیش از میلاد بازمی‌گردند و اکنون در شهر استارا زاگورا قرار دارند. این سکونتگاه‌ها به‌طور شگفت‌انگیزی حفظ شده‌اند و به‌عنوان بهترین نمونه‌های باقی‌مانده از آن دوره در جهان محسوب می‌شوند. در این محوطه، چندین ابزار و وسایل خانگی از جمله سفالینه‌ها، زیورآلات، ابزارهای سنگی، آسیاب‌های دستی و اجاق‌های حفظ‌شده کشف شده‌اند. امروزه یک موزه اختصاصی در بالای این محوطه ساخته شده است تا امکان بازدید عموم را فراهم کند. | [ ۱۶ ] |
| ۲  |       | غار ماگورا                                                     | استان ویدین                                                                  | ۱۹۸۴    | ۴۵                     | این غار که در نزدیکی روستای رابیشا قرار دارد، دارای چندین تالار و گذرگاه قابل دسترس است. این مکان در دوران عصر برنز و اوایل عصر آهن مسکونی بوده است. بقایای سکونتگاه‌هایی درون غار حفظ شده‌اند و همچنین نقاشی‌های دیواری در آن دیده می‌شود که احتمالاً ماهیتی آیینی داشته‌اند. | [ ۱۷ ] |
| ۳  |       | شهر باستانی نیکوپولیس آد ایستروم                               | استان ولیکو تارنوو                                                           | ۱۹۸۴    | ۴۷(iii)(iv)            | این شهر در اوایل قرن دوم میلادی توسط امپراتوری روم و به دستور تراژان پس از جنگ‌های داکیه تراژان بنیان‌گذاری شد. این شهر دارای یک طرح شبکه‌ای (ارتوگونال) بود و دیوارهای مستحکمی آن را احاطه کرده بودند. ساکنان آن سکه‌های مخصوص خود را ضرب می‌کردند. در دوران امپراتوری بیزانس، این شهر به یک مرکز اسقفی تبدیل شد. اما سرانجام در اواخر قرن ششم میلادی توسط آوارهای اوراسیایی ویران شد.                                                                                         | [ ۱۸ ] |
| ۴  |       | مقبره اواخر باستان سیلیسترا                                    | استان سیلیسترا                                                               | ۱۹۸۴    | ۴۸(i)(iii)             | این شیوه‌های تشییع جنازه رومی که به قرن چهارم میلادی بازمی‌گردد، در شهر سیلیسترا قرار دارد. این مقبره نمونه‌ای نادر و به‌خوبی حفظ‌شده از نقاشی‌های دوران باستان متأخر است که دیوارهای آن به‌طور کامل با نقاشی‌های دیواری به سبک فرسکو-سکو پوشیده شده‌اند. یک حاشیه زینتی که در امتداد دیوارهای مقبره کشیده شده، شامل ۱۱ پنل است که در آن‌ها پرتره‌هایی از بردگان مرد و زن دیده می‌شود که هدایای مختلف و جامه‌هایی را برای اربابان خود می‌آورند.                                          | [ ۱۹ ] |
| ۵  |       | صومعه باچکوو                                                   | استان پلوودیف                                                                | ۱۹۸۴    | ۴۹(i)(iv)(vi)          | این صومعه که در قرن یازدهم میلادی تأسیس شده، یکی از قدیمی‌ترین صومعه‌های بالکان به‌شمار می‌رود. این مکان ترکیبی منحصربه‌فرد از سه فرهنگ بلغاری، بیزانسی و گرجی‌ها را در دوران قرون وسطی به نمایش می‌گذارد. از صومعه اولیه تنها استودان باقی مانده است. کلیسای «فرشتگان مقدس» بین قرون دوازدهم تا چهاردهم ساخته شده و سالن غذاخوری آن در قرن هفدهم افزوده شده است. در این صومعه، چندین نقاشی دیواری از دوره‌های مختلف تاریخی به خوبی حفظ شده‌اند.                                    | [ ۲۰ ] |
| ۶  |       | شهر ملنیک و صومعه روژن                                         | استان بلاگووگراد                                                             | ۱۹۸۴    | ۵۰(i)(iv)              | این نامزدی شامل شهر قرون وسطایی ملنیک، قلعه بالای آن و صومعه مجاور شهر است که تمام آن را هرم‌های ماسه‌ای طبیعی احاطه کرده‌اند. صومعهٔ شهر در قرون وسطی ساخته شد و بخش‌هایی که از قرن شانزدهم تا نوزدهم به آن افزوده شده‌اند، به خوبی به صورت نقاشی‌های دیواری و محراب‌های چوبی حفظ شده‌اند. | [ ۲۱ ] |
| ۷  |       | پارک ملی روزنسکی لوم                                           | استان روسه                                                                   | ۱۹۸۴    | ۵۴                     | درهٔ رودخانهٔ روزنسکی لوم دارای گونه‌های متنوع پرنده همچون بالابان، کرکس کوچک، عقاب طلایی، و سارگپه پابلند است. | [ ۲۲ ] |
| ۸  |       | فیلیپوپولیس باستان                                             | استان پلوودیف                                                                | ۲۰۰۴    | ۱۹۴۸(ii)(iv)(vi)       | شهر پلوودیف در دالان مهمی که از بالکان عبور می‌کند واقع شده است و از دوران ماقبل تاریخ ساکنانی داشته است. در میان بناهای تاریخی این شهر، تئاتر رومی و استادیوم از اروپای دوران باستان برجای مانده‌اند. همچنین در این شهر آثاری از معماری عثمانی و سبک احیای ملی بلغارستان نیز به چشم می‌خورد. | [ ۲۳ ] |
| ۹  |       | گورستان تراکیایی با دیوارهای منقوش در نزدیکی روستای الکساندروو | استان هاسکوو                                                                 | ۲۰۰۴    | ۱۹۴۹(i)(ii)(iii)       | مقبرهٔ تراکیایی در نزدیکی روستای الکساندراو، استان خاسکوو، در نیمهٔ دوم قرن چهارم پیش از میلاد احداث شده است. هم سرسرا و هم محفظه اصلی با استفاده از فرسکو تزئین شده‌اند و صحنه‌هایی از شکار گراز و گوزن را به تصویر می‌کشند. | [ ۲۴ ] |
| ۱۰ |       | پارک طبیعی وراچانسکی بالکان                                    | استان وراتسا                                                                 | ۲۰۱۱    | ۵۶۳۹(vii)(viii)(ix)(x) | این ذخیره‌گاه در قسمت غربی رشته‌کوه بالکان واقع شده و دارای چندین نوع سازند کارست است؛ همچون فروچاله، دره و غار. صخره‌های درهٔ وراتساتا به ۴۵۰ متر (۱٬۴۸۰ فوت) می‌رسد. این منطقه همچنین با وجود دریای مدیترانه و گونه‌های گیاهی زیر مدیترانه‌ای که در زمین آهکی رشد می‌کنند، به دور از مرزهای حوضهٔ مدیترانه‌ای، یک مکان مهم برای تنوع زیستی است. | [ ۲۵ ] |
| ۱۱ |       | صخره‌های بلوگرادچیک                                             | استان ویدین                                                                  | ۲۰۱۱    | ۵۶۴۰(vii)(viii)        | این محل شامل صخره‌های شنی و آهکی در نزدیکی شهر بلوگرادچیک است. برخی از سازندهای آن بالغ بر ۲۰ متر (۶۶ فوت) ارتفاع دارند. این سازه‌ها به شکل‌های مختلفی درآمده‌اند که مردم آنها را به چهره‌های انسانی یا حیوانات تشبیه می‌کنند. | [ ۲۶ ] |
| ۱۲ |       | پارک ملی بالکان مرکزی                                          | استان لووچ، استان گابرووو، استان صوفیه، استان پلوودیف، و استان استارا زاگورا | ۲۰۱۱    | ۵۶۴۱(vii)(viii)(ix)(x) | پارک ملی دارای ۸۵ کیلومتر (۵۳ مایل) وسعت است که در رشته‌کوه بالکان واقع شده. شامل انواع زیستگاه‌ها، از جمله جنگل‌ها، چمنزارها، مراتع کوهستانی و قله‌های صخره ای تا ارتفاع ۲٬۳۷۶ متر (۷٬۷۹۵ فوت) است. راش اروپایی و برخی دیگر گونه‌های بومی کمیاب را در خود جای داده. | [ ۲۷ ] |
| ۱۳ |       | مکان طبیعی پوبیتی کامانی                                       | استان وارنا                                                                  | ۲۰۱۱    | ۵۶۴۲(vii)(viii)        | در این محل تعدادی صخره‌های آهکی که از دوران ائوسن به شکل رسوبی ایجاد شده‌اند، وجود دارد. این مکان در حول و حوش دریای سیاه و با منظرهٔ بیابانی است. یک فرضیه مطرح شده، این است که برخی از این سازندها در اثر تراوش سرد به صورت طبیعی شکل گرفته‌اند. | [ ۲۸ ] |
| ۱۴ |       | نکروپولیس سلطنتی شهر تراکیایی سئوتوپولیس                       | استان استارا زاگورا                                                          | ۲۰۱۶    | ۶۰۸۵(i)(ii)(iii)(iv)   | این مورد برای الحاق مجموعه‌ای از آرامگاه‌های سلطنتی در دره فرمانروایان تراکیا به میراث ثبت شدهٔ آرامگاه تراکیایی کازانلاک است و شامل هشت مقبره از عصر هلنیستی است. | [ ۲۹ ] |
| ۱۵ |       | باسیلیکای بزرگ                                                 | استان پلوودیف                                                                | ۲۰۱۸    | ۶۲۸۷(ii)(iii)(iv)(vi)  | باسیلیکا و دو ساختمان موجود در این سایت قدمتشان به قرن دوم تا ششم میلادی می‌رسد و در شهر فیلیپوپولیس (پلوودیف امروزی) قرار داشتند. موزائیک‌های کف باسیلیکا، که از دهه ۱۹۸۰ کشف شده‌اند، نشان دهنده برخی از بزرگ‌ترین مجموعه‌های نوع خود در جهان هستند. | [ ۳۰ ] |
| ۱۶ |       | لیمس دانوبی                                                    | سایت‌های متعدد                                                                | ۲۰۲۰    | ۶۴۷۴(ii)(iii)(iv)      | این یک پیشنهاد فراملی است که مجموعه‌ای از سایت‌های تاریخی در امپراتوری روم را شامل می‌شود که به صورت استحکامات دفاعی در امتداد رود دانوب ساخته شده بودند. در تصویر یکی از این سایت‌ها در راتیاریا بلغارستان قابل مشاهده است. | [ ۳۱ ] |